# Robert Wallace (Politiker, 1831)

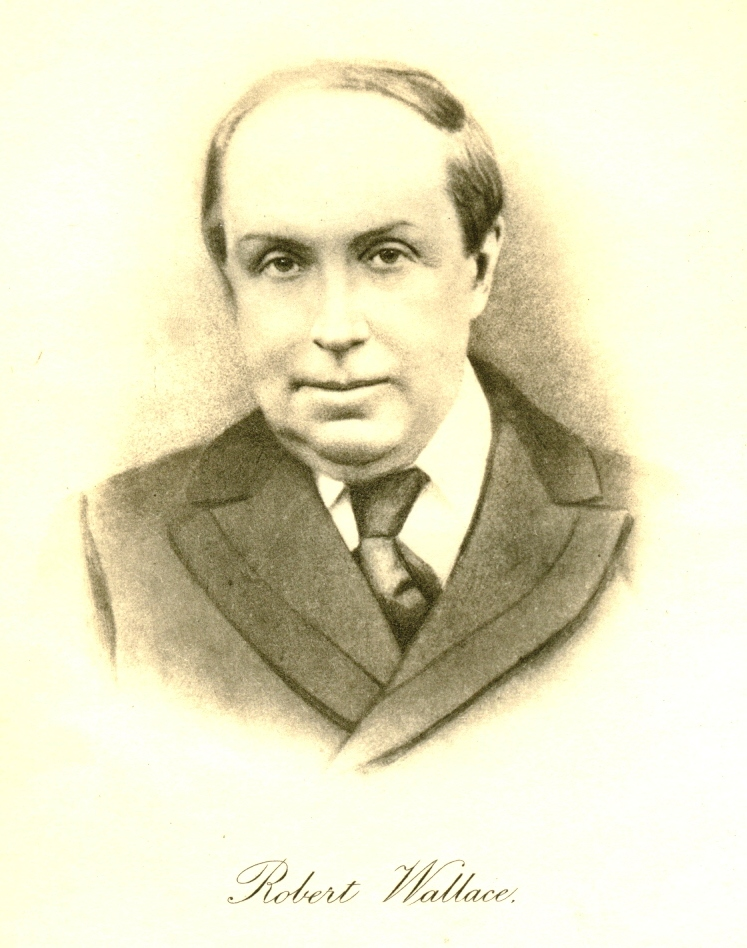
Robert Wallace

Robert Wallace (* 24. Juni 1831 in Kincaple, Fifeshire; † 6. Juni 1899 in London) war ein britischer Geistlicher, Politiker und Schriftsteller.

## Leben
| Tabellarische Kurzübersicht - Geboren am 24. Juni 1831 - 1853: M. A. St. Andrews University - 1854: Classical Master der Cupar Academy - 1857: Erlaubnis zur Predigt - 1857: Pfarrer von Newton-on-Ayr - 1857: Heirat mi Margaret Robertson - 1860: Pfarrer Trinity College Church, Edinburgh - 1866: Prüfer in Philosopphie, S.t Andrews - 1868: Pfarrer Old Greyfriars, Edinburgh - 1869: D. D. der Glasgow University - 1872: Professor für Kirchengeschichte in Universität Edinburgh - 1876: Aufgabe sämtlicher kirchlicher Professionen - 1876: Herausgeber von The Scotsman - 1880: Redakteur der Zeitschrift - 1883: Berufung in die Bar of the Middle Temple - 1886: Gewähltes Mitglied des Unterhauses für East Edinburgh - Wiederwahl 1892 und 1895 - Tod am 6. Juni 1899 |

Wallace wurde 1831 in der Nähe von St Andrews geboren. Er besuchte die Geddes Institution in Culross sowie eine weiterführenden Schule in Edinburgh. Dann studierte er an den Universitäten von Edinburgh und St Andrews Theologie. Im April 1853 schloss er nach vier Jahren sein Studium mit dem  Master ab. Hier hatte er gemeinsam mit John Campbell Smith  (1828–1914) die Kurse belegt.
Wallace entschied sich für eine Laufbahn als Geistlicher und war vom Sommer 1857 bis Herbst 1876 für die Church of Scotland tätig. Seine erste Pfarrstelle tragt er in Newton-on-Ayr an. Drei Jahre später wechselte er an die Trinity Church in Edinburgh. Nebenbei nahm er eine Tätigkeit an der Universität St Andrews auf. Ab Dezember 1868 besetzte Wallace die Pfarrstelle der Greyfriars Kirk in Edinburgh und folgte auf Robert Lee (1804–1868). Zugleich übernahm er von diesem die Führung der Liberalen Partei der Church of Schottland. Im Folgejahr promovierte ihn die Universität Glasgow zum Divinitatis Doctor (D.D.). Seit 1872 war er Professor für Kirchengeschichte an der Universität Edinburgh. Als Wallace 1876 Herausgeber und Redakteur der Tageszeitung The Scotsman wurde, gab er seine Professur ab. Ebenso verzichtete er auf seine Kirchenämter und die Erlaubnis zu Predigen. Er legte sogar seinen theologischen Doktortitel (D.D.) ab. Nebenbei beschäftigte sich Wallace mit den Rechtswissenschaften und erhielt 1983 seine Zulassung als Anwalt. Seit 1870 verfasste er Sachbücher, wobei sein letztes Werk über den Philosophen und Historiker George Buchanan postum fertiggestellt und veröffentlicht wurde.

## Politischer Werdegang
Bei den Unterhauswahlen 1885 errang der Liberale George Joachim Goschen das Mandat des Wahlkreises Edinburgh East. Vor den Wahlen 1886 schloss dieser sich den neugegründeten Liberalen Unionisten an, für die er sein Mandat zu verteidigen suchte. Für die Liberal Party kandidierte Wallace gegen Goschen. Am Wahltag erhielt er 62,1 % der Stimmen und zog erstmals in das britische Unterhaus ein.
Bei den folgenden Unterhauswahlen 1892 und 1895 verteidigte er sein Mandat. Am 6. Juni 1899 erlitt Wallace, während er sich im Parlament zu Wort gemeldet hatte, einen Schlaganfall und verstarb kurze Zeit später in einem Krankenhaus. Insgesamt sind von Wallace 344 Beiträge im House of Commons verzeichnet. Nach seinem Tod wurden im Wahlkreis Edinburgh East Nachwahlen fällig. Bei diesen hielt George McCrae das Mandat für die Liberal Party.

## Veröffentlichungen
- Church Tendencies in Scotland. 1870.
- The Study of Ecclesiastical History, in its Relation to Church Theology. 1873.
- Robert Wallace: George Buchanan. Fertiggestellt von John Campbell Smith. Oliphant, Anderson & Ferrier, Edinburgh 1899 (archive.org).